# Cefaelina
Cefaelina es un alcaloide químico que induce al vómito por la estimulación de los jugos del estómago. Se encuentra en productos comerciales como el jarabe de ipecacuana. Químicamente, esta estrechamente relacionado con la emetina.

## Tratamiento de envenenamiento
La cefaelina en forma de jarabe de ipecacuana era comúnmente recomendado como un tratamiento de emergencia para el envenenamiento accidental hasta finales de los años del siglo XX.
Es extraída de Carapichea ipecacuanha y otras especies de plantas, incluida Psychotria acuminata.